# Liste der Anime-Titel
Diese Liste enthält bekannte Anime (japanische Zeichentrick-Produktionen), die offiziell im Fernsehen, Kino oder Video bzw. DVD veröffentlicht wurden. Ebenfalls dazu gehören Anime die auf einem anerkannten Filmfestival gezeigt wurden. Beispielsweise wird daher sowohl die Fernsehserie Kimba, der weiße Löwe als auch der experimentelle Kurzfilm Shizuku, der in den 1960er Jahren auf dem Sogetsu Animation Festival gezeigt wurde, hier gelistet.
Zeichentrick-Produktionen, die nicht unter japanischer Beteiligung entstanden sind, aber trotzdem mit typischen Stilelementen von Animes arbeiten, sind stattdessen in der Liste von Zeichentrickserien und nicht hier eingetragen.